# Cyperus acuminatus
Cyperus acuminatus är en halvgräsart som beskrevs av John Torrey och William Jackson Hooker. Cyperus acuminatus ingår i släktet papyrusar, och familjen halvgräs. Inga underarter finns listade i Catalogue of Life.

## Bildgalleri

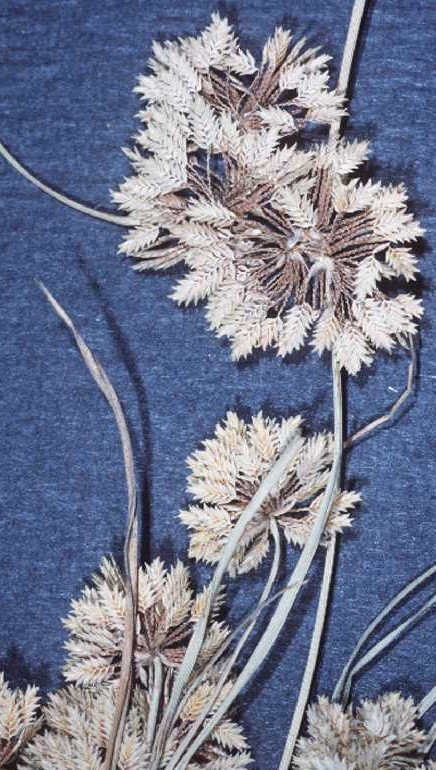